# Моисеенков, Григорий Петрович
Григорий Петрович Моисеенков (1915—1956) — советский офицер, погибший в бою при подавлении Венгерского восстания 1956 года, Герой Советского Союза (18.12.1956, посмертно). Капитан.

## Биография
Григорий Моисеенков родился 22 марта 1915 года в деревне Середнево (ныне — Краснинский район Смоленской области). После окончания сельскохозяйственного техникума работал агрономом на Шумячской машинно-тракторной станции.
В январе 1937 года был призван на службу в Рабоче-крестьянскую Красную Армию. Служил на срочной службе в 27-й кавалерийской дивизии, из войск направлен на учёбу. В 1939 году он окончил Ленинградское военно-ветеринарное училище. С 1939 года служил на должностях военно-ветеринарного состава в 449-м стрелковом полку 144-й стрелковой дивизии и в 558-м стрелковом полку 142-й стрелковой дивизии. В составе этих частей участвовал в советско-финской войне.
Участвовал в Великой Отечественной войне также на должностях военно-ветеринарной службы. Встретил её в рядах 334-го стрелкового полка 142-й стрелковой дивизии 23-й армии на Северном фронте, затем воевал в составе 9-го, 17-го и 22-го укрепрайонов той же самой армии, которые вели борьбе с финскими войсками на Карельском перешейке. Участник битвы за Ленинград.
После войны переведён в службу горючего Вооружённых сил, окончил Военную академию тыла и снабжения в 1952 году, курсы усовершенствования офицерского состава при Винницком военно-техническом училище.
С августа 1956 года гвардии капитан Григорий Моисеенков служил начальником снабжения горюче-смазочными материалами 315-го гвардейского стрелкового полка 128-й гвардейской стрелковой дивизии 38-й армии Прикарпатского военного округа.
В октябре 1956 года Моисеенков в составе своего полка вступил на территорию Венгерской Народной Республики и принял активное участие в боях с венгерскими мятежниками. Когда танковый батальон 327-го гвардейского мотострелкового полка остался без горючего, Моисеенков во главе автоколонны бензовозов направился к нему и обеспечил заправку техники. Но при возвращении 30 октября 1956 года колонна была атакована вооруженными мятежниками. Моисеенков организовал оборону и лично участвовал в бою, благодаря чему основная часть колонны сумела пробиться к намеченной цели. Моисеенков был контужен и попал в плен. Повстанцы предлагали ему перейти на их сторону, но он отказался, и после зверских пыток был заживо сожжён. Похоронен в Будапеште.
Указом Президиума Верховного Совета СССР от 18 декабря 1956 года за «мужество и отвагу, проявленные при выполнении воинского долга», гвардии капитану Григорию Петровичу Моисеенкову присвоено звание Героя Советского Союза посмертно.
Награждён орденами Ленина (18.12.1956, посмертно), Красной Звезды (13.06.1952), медалью «За боевые заслуги» (15.11.1950), медалью «За оборону Ленинграда» (вручена в августе 1943 года), рядом других медалей.
Имя Героя высечено на монументе погибшим воинам Службы горючего Вооружённых сил на территории Ульяновского высшего военно-технического училища.
У здания Краснооктябрьской школы Краснинского района Смоленской области 27 сентября 2021 года открыт бюст Героя.